# Solténszky Tibor
Solténszky Tibor (Nyíregyháza, 1953. május 12. – Budapest, 2016. május 23.) magyar dramaturg, rendező, színészpedagógus, művésztanár, a Magyar Rádió bemondója, dramaturgja, a Soltis Lajos Színház örökös tagja.

## Életpálya
Fehérgyarmaton nevelkedett, ahol édesapja, dr. Solténszky Tivadar ügyvédként dolgozott. A debreceni Tóth Árpád Gimnáziumban érettségizett. Középiskolásként a Magi István vezette diákszínjátszó egyesület tagja volt. Egyetemi tanulmányait 1972-ben a szegedi József Attila Tudományegyetem Állam- és Jogtudományi Karán kezdte, majd a Paál István vezette Szegedi Egyetemi Színpad színésze, később diák-vezetője lett. A társulattal részt vett progresszív színházi fesztiválokon (Wrocław, Nancy, Parma, Villach, Belgrád, Zágráb, Łódź). Tanult Józef Szajna híres Stúdió Színházában, valamint Jerzy Grotowski Laboratórium Színházában is. 
1978 december 1-től a Magyar Rádió bemondója volt. A nyolcvanas évek elején rövid ideig dolgozott a Stúdió K-ban is. 1982. január 1-től a Rádiószínház dramaturgja, 2003. január 1-től annak megszűnéséig: 2011. június 30-ig, vezetője. Rádiós művészeti tevékenysége mellett számtalan újságírói területen volt aktív: újságot szerkesztett és cikkeket írt, olvasószerkesztőként dolgozott, rádióban és tévében egyaránt riporterkedett, miközben színházaknál is dolgozott dramaturgként, rendezőként. Egy ideig a POSZT válogató szakembere is volt, a Magyar Szín-Játékos Szövetség egyik alapítója, majd elnöke, a Színházi Dramaturgok Céhének elnöke volt.
Az 1990-es évektől oktatási projekteket, szakmai táborokat vezetett. Kurzusokat vezetett a Színház- és Filmművészeti Egyetemen, az Eötvös Loránd Tudományegyetem média szakán. Tanított a Nemes Nagy Ágnes Művészeti Szakközépiskolában, a KIMI-ben, Kárpáti Péter drámaíró iskolájában, a Soltis Lajos Színház stúdiójában es a felvidékre is rendszeresen járt. Oktatóként nyári táborokban is részt vett. A Magyar Versmondó Egyesület szakmai felkészítő műhelyét irányította. Válogatóként és előadóként folyamatosan részt vett a kazincbarcikai Ifj. Horváth István Nemzetközi Színjátszó Fesztiválon. A londoni Nemzeti Színház Kelet-Európának szánt színházi és drámapedagógiai szakmai továbbképzéseinek magyarországi koordinátora volt.
Tanított Dublinban, az EDERED európai ifjúsági színházi kurzusán, az Interplay ’98 drámaíró fesztiválon Berlinben, ennek a fesztiválnak 2002-ben magyarországi szakmai igazgatójaként is bemutatkozott. Észtországban, Szlovákiában, Romániában, Horvátországban a King Baudouin Foundation és az Európai Kulturális Alapítvány megbízásából vezetett szakmai tréningeket.
Több színházi képzési szakanyag kidolgozásában vagy lektorálásában vett részt (OKJ, színész szakmai vizsga, dráma érettségi követelmény-rendszer). A MASZK Színészkamarai Egyesület színészvizsgáin számos alkalommal működött közre vizsgabiztosként.
Több verslemez szerkesztő-rendezője volt. Számos drámai művet írt és adaptált színpadra, rádióra.

## Fontosabb rádiójátékai
- Kékszakáll (Max Frisch kisregényéből)
- Pogány tűz (Kodolányi János színdarabjából)
- Az üzlettárs (Joseph Conrad nyomán)
- Sába királynője (Szomory Dezső színművéből)
- Senkise (Jerzy Andrzejewski posztumusz regényéből)
- Az aranyecset (Nemes Nagy Ágnes meseregényéből)
- Szalmabábuk lázadása (Páskándi Géza regényéből)
- A kétfejű fenevad (Weöres Sándor drámájából)

## Rendezéseiből
Fontosabb színpadi rendezései:
- Toepler Zoltán: Ó Molière (Soltis Lajos Színház)
- A nők hatalma (Soltis Lajos Színház)
- Mandragóra (Soltis Lajos Színház)
- Erdős Virág: Pimpáré és Vakvarjúcska... (Soltis Lajos Színház)
- Vargánya apó csodái (Honvéd Táncszínház)
- Molière: A fösvény (Zentai Magyar Kamaraszínház)
- Toldi (Janus Egyetemi Színház)
- Garaczi László: Ovibrader (Trainingspot Társulat – MU Színház)
- Play Faust (Felolvasószínház – Művészetek és Irodalom Háza)
- A merénylet
- Hambipipőke
- Depi-depihentagyúakezekakortársírók (Merlin Színház)
- Ámor és Psziché
- Karvai Orfeum
- Magyar staféta
- Pentheszileia
- Leonce és Léna
- Szépet fogtok álmodni

"Fontosabb rádiórendezéseim leginkább kortárs szerzők művei: Andrejewski, Erdős Virág, Papp Zoltán, Pataki Éva, Páskándi Géza, Péterfy Gergely, Thuróczy Katalin, Toepler Zoltán, Vajda Miklós, Vathy Zsuzsa, Vörös István és mások." – nyilatkozta korábban.

## Dramaturg munkáiból
- Friedrich Dürrenmatt nyomán: Pillanatkép egy bolygóról (Újvidék)
- Móricz Zsigmond nyomán: Lúdas Matyi (Rigó Béla verseivel, Darvas Ferenc zenéjével – Egri Gárdonyi Géza Színház)
- John Updike regényéből: Eastwicki boszorkányok (GNM Színistúdió, Keleti István Művészeti Iskola – Kolibri Színház)
- Tranzit. Váró (Panboro Színház)
- Kosztolányi Dezső nyomán: Édes Anna (Komáromi Jókai Színház, Marosvásárhelyi Nemzeti Színház)
- József (Káva Színházi Nevelési Társulat)
- Toldi (Jibraki Színtársulat)
- A gyáva kistigris (Budapest Bábszínház)
- A nők hatalma, A mandragóra (Soltis Lajos Színház – Celldömölk)
- Vargánya apó csodái (Honvéd Táncszínház).

"Színházi dramaturgként dolgoztam Miskolcon, Egerben, Újvidéken, a budakeszi Kompániával, Celldömölkön, a szlovákiai Komáromban, Budapesten a Vígszínházban, a Szkéné Színházban, a Pinceszínházban, a Katona József Színházban, a Budapest Bábszínházban, a Traingspot társulattal a Bakelitben, és az Egyesült Államokban (Portland, Oregon, Artists Repertory Theatre)..."- mondta egy korábbi interjúban

## Filmográfia
- Max (filmdráma, színész)(2002)...Régiségkereskedő
- Chico (film, szereplő) (2002)...utas
- 56 villanás (filmdráma, színész)(2007)...Rendőr főtiszt
- Soltis 30 (dokumentumfilm, szereplő) (2011)
- Kaleidoszkóp Versfesztivál (szereplő)
- Kisszínpadon nagy színház (dokumentumfilm, riporter, társszerkesztő)
- Fazekas Bence: Hajnóczy (film, dramaturg)
- Fazekas Bence: Márta meséi (animációs sorozat, dramaturg)

## Publikációiból
- Zsöllye
- Játékos – A Magyar Színjátékos Szövetség és a Szabad Színjátszásért Egyesület lapja
- Pagoda – A Magyar Rádió Szakmai lapja
- Médiakönyv – Médiakönyv 1-2. (1998, 1999, stb.)
- Új Folyosó – A Rádiós Kamara körüli lap
- Magyar honvédsorsok (Rádiódrámák és dokumentumműsorok)

## Emlékezet
Az Országos Diákszínjátszó Egyesület (ODE) fennállása jubileumi, harmincadik évében 2019-ben, évente átadásra kerülő díjakat alapított. A Solténszky Tibor-díjat azon személyek kaphatják meg, akik munkásságukkal kiemelkedő eredményeket értek el a drámapedagógia és a diákszínjátszás területén.